# Eclipsa de Soare din 17 aprilie 1912
Eclipsa de Soare din 17 aprilie 1912 a fost o eclipsă de Soare hibridă.
Ea s-a produs acum 112 ani, 319 zile. Această eclipsă a avut loc la două zile după ce RMS Titanic s-a scufundat în nord-vestul Oceanului Atlantic sub întunericul Lunii noi.

## Parcurs
Faza centrală (inelară) a început aproape de coasta de nord a Americii de Sud și a traversat Atlanticul.
Eclipsa inelară a devenit totală în largul Insulelor Canare, a intrat peste Europa în nordul Portugaliei apoi a traversat Galicia pentru a trece din nou peste Atlantic, și din nou pe continent, în Franța, peste Valea Loarei, trecând apoi în regiunea pariziană unde faza totală a luat sfârșit pentru a redeveni inelară.
Apoi ea și-a continuat parcursul spre Europa de Nord, trecând peste Belgia, Țările de Jos, nordul Germaniei, traversând apoi Marea Baltică, pentru a continua peste Rusia și s-a încheiat în Siberia centrală.

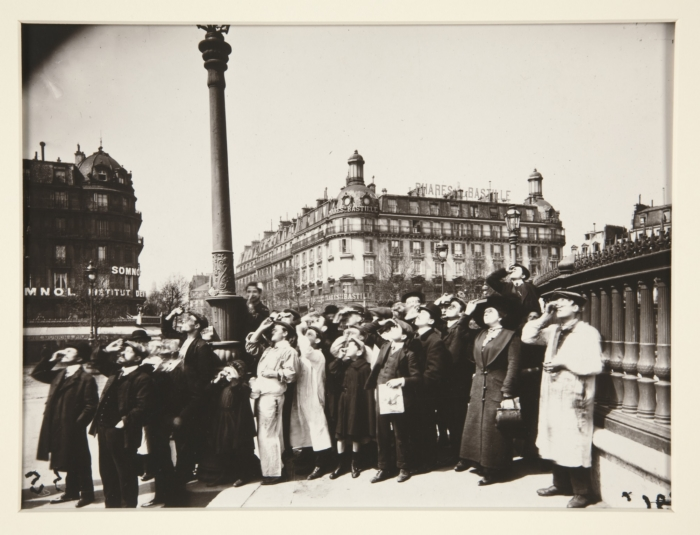
Observarea eclipsei la Paris, fotografie luată de Eugène Atget.